# Sergent d'espatlles grogues
El sergent d'espatlles grogues (Agelaius xanthomus) és una espècie d'ocell de la família dels ictèrids (Icteridae) que habita aiguamolls i zones obertes de Puerto Rico.